# Optime noscitis (Pio IX /1)
Optime noscitis è una enciclica di papa Pio IX, pubblicata il 20 marzo 1854, e scritta all'Episcopato e al clero irlandese. A seguito delle decisioni adottate nel 1850 dal Sinodo di Thurles, gli Arcivescovi e i Vescovi d'Irlanda hanno deciso la creazione di una università cattolica. Poiché l'opera non è stata ancora realizzata, nonostante siano disponibili tutti i mezzi necessari, il Pontefice raccomanda ai Pastori irlandesi d'impegnarsi con animo concorde affinché l'iniziativa venga portata a compimento.